# Lời thú nhận của Eva
Lời thú nhận của Eva là một bộ phim truyền hình được thực hiện bởi Hãng phim Thiên Ngân do Nguyễn Mạnh Hà làm đạo diễn. Phim phát sóng vào lúc 21h20 thứ 2, 3, 4 hàng tuần bắt đầu từ ngày 25 tháng 4 năm 2011 và kết thúc vào ngày 22 tháng 8 năm 2011 trên kênh VTV3.

## Nội dung
Lời thú nhận của Eva xoay quanh câu chuyện của một nhà biên kịch trẻ tên San San (Phan Minh Huyền). Mặc dù rất tâm huyết với kịch bản phim về tình yêu mà cô đã dày công viết, tuy nhiên tác phẩm của San San đều bị các hãng phim từ chối vì phi lý, thiếu thuyết phục. Khi chạm mặt với Trần Nguyên (Hứa Vĩ Văn) – ông chủ khó tính của một hãng phim lớn kiêm người bố đơn thân – cô đã trúng tiếng sét ái tình. Nhờ sự giúp sức từ mẹ, một chuyên gia hóa trang, San San "phân vai" thành ba con người khác nhau trong ngày: buổi sáng cô giả làm người giúp việc lẻn vào nhà của Trần Nguyên, buổi tối lại hóa thành người đẹp quyến rũ Elise Dương để thử nghiệm tình huống trong kịch bản của mình đồng thời chinh phục người đàn ông cô yêu, còn đến khuya thì dành thời gian cố gắng hoàn thành kịch bản. Và chính vì phân thân thành các vai quá khác nhau mà San San đã gặp phải nhiều tình huống tréo ngoe.

## Diễn viên
- Phan Minh Huyền trong vai San San
- NSƯT Chiều Xuân trong vai Bà Điệp
- NSND Thanh Tú trong vai Bà Hân
- Hứa Vĩ Văn trong vai Trần Nguyên
- Lê Quốc Thắng trong vai Lâm
- Minh Hà trong vai Hân Thúy
- NSND Trần Đức trong vai Ông Vỹ
- Trần Chí Trung trong vai Nghĩa
- Tuyết Liên trong vai Bà Nghi
- Nguyễn Văn Đức trong vai Bé Min
- Lê Văn Học trong vai Ông Đàm

Cùng một số diễn viên khác....

## Nhạc phim
- Em đã yêu anh

Sáng tác: Duy Chiến
Thể hiện: Dương Hoàng Yến
- Mơ được bên nhau

Sáng tác: Duy Chiến
Thể hiện: Dương Hoàng Yến – Khắc Hiếu

## Sản xuất
Đạo diễn của phim là Nguyễn Mạnh Hà; trước đó ông từng đảm nhận đạo diễn cho phần một bộ phim truyền hình nổi tiếng cùng thể loại năm 2009 Lập trình cho trái tim. Kịch bản phim do nhóm các tác giả gồm Ngọc Anh, Nguyễn Việt, Trịnh Cẩm Hằng, Nguyễn Thu Thủy, Nguyễn Mỹ Trang, Đàm Mai Hoa và Trịnh Đan Phượng chấp bút. Hãng phim Thiên Ngân là công ty sản xuất bộ phim.
Lời thú nhận của Eva được xem là phần 2 phim Bí mật Eva phát sóng vào năm 2010. Tuy nhiên, câu chuyện và dàn diễn viên trong tác phẩm lại được thay đổi khác biệt so với phần phim trước, với lý do vì phim muốn đề cập đến giới trẻ.
Phan Minh Huyền đã được đạo diễn Mạnh Hà chọn vào vai chính phim. Đây là vai diễn đầu tay của cô trong một bộ phim dài tập và là vai chính đầu tiên, dù trước đó cô chỉ nổi tiếng với danh xưng hot girl, cũng chưa từng qua trường lớp diễn xuất nào. Trong phim, cô đóng vai một nhà biên kịch tự hóa thân cùng lúc thành người giúp việc và cô gái trẻ quyến rũ. Bộ phim cũng đánh dấu việc nữ diễn viên Chiều Xuân trở lại diễn xuất sau nhiều năm không đóng phim, với một nỗ lực làm mới hình ảnh của mình khi vào vai người mẹ "điệu đà", "đồng bóng" và "phù phiếm", khác hoàn toàn so với các hình tượng mà bà khắc họa nên ở những tác phẩm trước đó. Quá trình ghi hình phim diễn ra từ tháng 4 năm 2010 và kết thúc vào tháng 11 cùng năm.

### Phát sóng
Bộ phim chính thức lên sóng tập đầu vào ngày 25 tháng 4 năm 2011 trên khung giờ "vàng" của kênh VTV3, trong các ngày từ thứ 2 đến thứ 4 hàng tuần, với tổng số tập là 52. Ban đầu, phim có kế hoạch phát sóng vào mùa hè năm 2011. Nhưng do tác phẩm Anh chàng vượt thời gian bị dừng giữa chừng vì không thể đảm bảo chất lượng, Lời thú nhận của Eva đã sớm được thế sóng vào sau đó.

## Đón nhận
Tại thời điểm phát sóng, bộ phim đã nhanh chóng thu hút khán giả theo dõi và lượng người xem ngày càng tăng qua từng tập, tuy đề tài của phim khi đó đã trở nên "cũ kỹ, nhàm, mòn", được cho là vì sở hữu một kịch bản với nhiều tình tiết hài hước, lôi cuốn, cùng với đó là diễn xuất của dàn diễn viên trẻ đồng đều và chuyên nghiệp. Trong một cuộc bình chọn trên trang báo mạng dành cho phụ nữ, có đến 90% độc giả công nhận Lời thú nhận của Eva là một bộ phim hay. Vai diễn bé Min trong phim không chỉ giúp phim tiếp cận đối tượng khán giả trẻ nhỏ mà còn được coi là một trong những vai diễn nhí thành công nhất. Hứa Vĩ Văn cũng nhờ tác phẩm mà ghi dấu ấn với khán giả ở lĩnh vực truyền hình. Dù vậy, nhiều người cho rằng anh hợp vai trò người cha hơn công việc của nhân vật là chủ một hãng phim lớn.
Bên cạnh những nhận xét tích cực về bộ phim, tác phẩm vẫn bị cho là còn nhiều sạn, lắm chỗ dài dòng đến mức lê thê. Diễn xuất của Chiều Xuân cũng trở thành chủ đề của những ý kiến trái chiều vì lối diễn quá cường điệu của nữ diễn viên; chính Chiều Xuân sau đó lên tiếng giải thích rằng kiểu diễn này là phù hợp với tính cách nhân vật do bà thủ vai. Ở các tập gần về cuối, Lời thú nhận của Eva khiến nhiều khán giả "băn khoăn" vì sự "dấm dứ" và "trì hoãn quanh quẩn" trong cách dẫn dắt phim. Tập cuối của bộ phim đã vấp phải tranh cãi khi chọn một cái kết mở gây khó hiểu cho người xem. Có người suy đoán rằng việc để ngỏ tình tiết như vậy là vì nhà sản xuất muốn thực hiện phần tiếp theo.
Phản ứng của các cây bút phê bình đối với bộ phim đa phần là thấp. Bài viết của tạp chí Thế giới Điện ảnh đã đặt ra câu hỏi liệu tác phẩm có phải là "thảm họa giờ vàng", trong đó nhận định Lời thú nhận của Eva "chưa xứng tầm" với một bộ phim trong khung giờ có nhiều người xem nhất trên sóng truyền hình quốc gia, chỉ rõ các yếu tố như tình tiết lủng củng, lặp; thiếu sự kết nối giữa nhân vật chính với những người khác đã khiến "một tập phim phát sóng là một khoảng thời gian nhạt nhẽo ngự trị sóng". Tuy vậy, người viết vẫn ghi nhận diễn xuất của Chiều Xuân và Phan Minh Huyền, đặc biệt nhận xét màn trình diễn của Minh Huyền đã tốt lên sau từng tập phim dù cho rằng đây là một vai diễn "quá sức" với cô. Trong một đánh giá tiêu cực hơn, cây bút Đăng Huỳnh của Báo Cần Thơ đã so sánh bộ phim với Anh chàng vượt thời gian, cho rằng phim "tệ chẳng kém" tác phẩm này. Tác giả cũng nhìn nhận Lời thú nhận của Eva trong tổng thể chung là một sự cường điệu hóa, đem lại khán giả cảm giác "khiên cưỡng, cường điệu và bực bội".

## Giải thưởng
| Năm  | Giải thưởng   | Hạng mục                  | (Người) đề cử | Kết quả | Tham khảo     |
| ---- | ------------- | ------------------------- | ------------- | ------- | ------------- |
| 2011 | Giải Mai Vàng | Nam diễn viên truyền hình | Hứa Vĩ Văn    | Đề cử   | [ 18 ] [ 19 ] |